# Демирал, Мерих
Мерих Демирал (тур. Merih Demiral; род. 5 марта 1998, Карамюрсель, Коджаэли) — турецкий футболист, защитник клуба «Аль-Ахли» и сборной Турции. Участник двух чемпионатов Европы (2020 и 2024).

## Клубная карьера
Родившийся в Турции Мерих Демирал занимался футболом в стамбульском «Фенербахче». Летом 2016 года он перешёл в португальский «Алканенсе», выступавший в одной из низших лиг страны. С начала 2017 года Демирал представлял резервную команду лиссабонского «Спортинга», первоначально на правах аренды.
В середине августа 2018 года защитник стал футболистом турецкого «Аланьяспора». 1 сентября того же года он дебютировал в турецкой Суперлиге, выйдя в основном составе в домашнем матче с «Гёзтепе». Спустя 16 дней Мерих Демирал забил свой первый гол в лиге, ставший единственным и победным в домашней игре с «Трабзонспором».

## Карьера в сборной
В июне 2021 года Мерих был приглашён главным тренером сборной Турции для участия в чемпионате Европы 2020. Включён в стартовый состав матча-открытия турнира против сборной Италии (0:3). Стал автором первого гола чемпионата, срезав мяч в собственные ворота на 53-й минуте игры.
На Евро-2024 стал автором двух мячей, один из которых забил на первой минуте.

## Достижения
- Чемпион Италии: 2019/20